# 早稲田文理専門学校

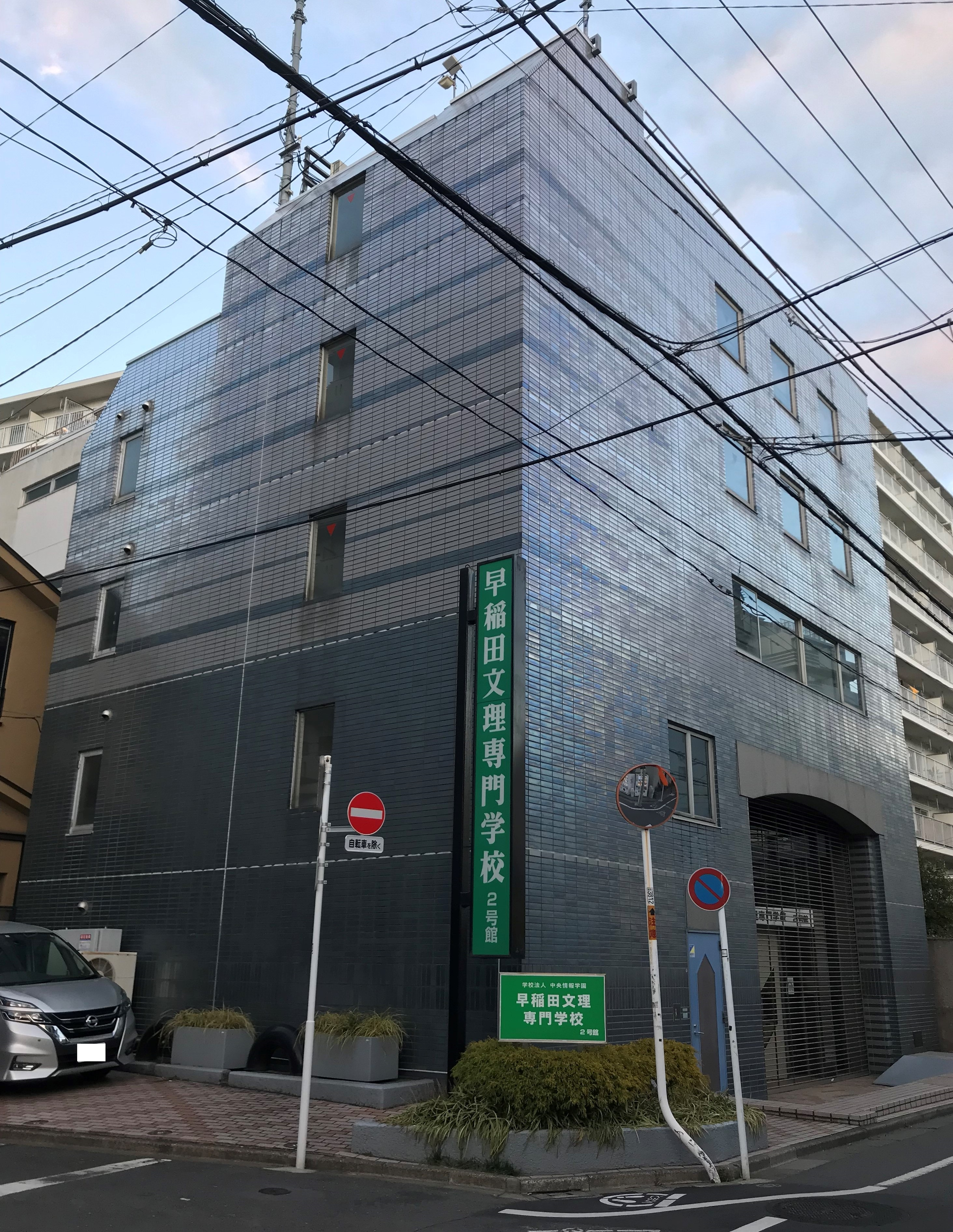
2号館

早稲田文理専門学校（わせだぶんりせんもんがっこう）とは、東京都豊島区にある専修学校。

## 概要
1987年に埼玉県知事の認可を得て設置された学校法人中央情報学園が2010年8月に東京都豊島区にて認可され、2011年4月に開校した。一般社団法人コンピュータエンターテインメント協会の賛助会員の学校。

## 学科
ITカレッジ
- アプリ・Web制作学科 (2年制)
- AIデザイン学科 (2年制)
- ゲームクリエイター学科 (2年制)
- 電子機器組込みソフトウェア学科 (2年制)

ビジネスカレッジ
- ビジネス起業経営学科 (2年制)
- 営業マネジメント学科 (2年制)
- 日中越英通訳・ガイド学科 (2年制)

## 沿革
- 2010年8月　東京都豊島区長より早稲田文理専門学校の設置認可を受ける
- 2011年4月　早稲田文理専門学校開校（ビジネス起業経営学科、日中英通訳学科、ITモバイル学科、ゲーム・アニメ制作学科、組込みソフトウェア学科）
- 2015年2月　早稲田文理専門学校ゲーム制作学科、ビジネス起業経営学科が文部科学大臣より職業実践専門課程に認定される
- 2015年4月　早稲田文理専門学校　ゲーム制作学科をゲームクリエイター学科に、ビジネス起業経営学科をクリエイティブビジネス経営学科に名称変更
- 2016年4月　学園のシンクタンクとして未来デジタル研究所設置
- 2016年8月　早稲田文理専門学校「2016年留学AWARDS」専門学校・東日本部門受賞
- 2016年10月　学園創立30周年記念祝賀会開催（ホテル椿山荘東京）
- 2017年3月　早稲田文理専門学校2号館開設
- 2017年7月　学園創立30周年記念誌発刊
- 2018年3月　早稲田文理専門学校2号館改修工事完了
- 2018年4月　早稲田文理専門学校に営業マネジメント学科新設
- 2018年8月　早稲田文理専門学校「2018年留学AWARDS」専門学校・東日本部門受賞
- 2019年4月　IoT・組込みソフトウェア学科をロボット・電子機器制御学科に、クリエイティブビジネス学科をビジネス起業経経営学科に名称変更
- 2019年8月　「2019年留学AWARDS」専門学校・東日本部門受賞
- 2020年3月　アプリ・Web制作学科、ロボット・電子機器制御学科、日中越英通訳・ガイド学科が文部科学大臣により職業実践専門課程に認定される
- 2020年4月　AIデザイン学科開設、オンライン授業の実施

出典：

## アクセス
- JR山手線 高田馬場駅　早稲田口より徒歩約13分
- 東京メトロ東西線 高田馬場駅　7番出口より徒歩約10分
- 東京メトロ副都心線 雑司が谷駅　2番出口より徒歩約6分
- 都電荒川線 学習院下駅 徒歩約1分

参照：